# Brautzeit und Ehe
Brautzeit und Ehe (Alternativtitel: Sexualleben und seine Folgen, Originaltitel: Bob and Sally) ist ein US-amerikanisches Filmdrama aus dem Jahr 1948 von Erle C. Kenton. Der Film wurde von Social Guidance Enterprises produziert.

## Handlung
John und Martha Wright, die Eltern von Helen Cooper, warten im Krankenhaus auf die Geburt ihres Enkels. Der Arzt Dr. Carey teilt ihnen mit, dass das Baby blind geboren wurde, da Helen mit Syphilis infiziert sei. Helen hatte sich von ihrem Mann Jim schon vor Monaten wegen dessen Alkoholproblemen getrennt. John Wright findet Jim betrunken in einer schäbigen Gegend der Stadt und teilt ihm mit, dass sein Kind bei der Geburt gestorben sei. Jim erinnert sich an die Zeit, als er Helen geheiratet hat.
Helens jüngere Schwester Sally ist zu dem Zeitpunkt mit einem jungen Mann namens Bob zusammen. Mit 16 sind sie jedoch zu jung, um zu heiraten. Martha weigert sich, Sally, die für sie noch ein Kind ist, aufzuklären. Kurze Zeit später kommt Helen alleine aus den Flitterwochen zurück und behauptet, sich von Jim getrennt zu haben. Jim erscheint kurz darauf und spricht mit seinem Schwiegervater, während Helen mit ihrer Mutter spricht. Abends kommt das Ehepaar wieder zusammen. Als Jim später betrunken von einer Feier heimkommt, kommt es erneut zu Streit. Abends vertragen sich die beiden wieder. Am gleichen Abend fahren Bob und Sally zu einem abgelegenen Ort und verbringen die Nacht zusammen.
Als Sally erfährt, dass sie schwanger ist, will sie das Kind abtreiben lassen. Zuerst ist Bob dagegen, doch kurz darauf findet er einen zwielichtigen Mediziner, der die Abtreibung durchführen will. Sally wendet sich um Rat an Helen, die aber vollkommen von ihren Eheproblemen in Anspruch genommen wird. Verzweifelt entschließt sich Sally zu dem Schritt. Die Abtreibung wird in dem schäbigen Behandlungszimmer des Mediziners vorgenommen. Da Bob wegen des Diebstahls des Rings seiner Mutter verhaftet wurde, muss Sally die Prozedur alleine über sich ergehen lassen. Bob wollte mit dem Geld für den Ring die Abtreibung bezahlen. Auf dem Rückweg erleidet Sally im Bus einen Schwächeanfall. Im Krankenhaus erfährt sie, dass sie nie wieder Kinder bekommen kann.
Sally und Bob entscheiden sich zu heiraten. Ihren Eltern wird klar, dass sie das junge Paar unterstützen müssen. Dr. Carey gibt den beiden wertvolle Tipps. Dann sucht er Helen auf und erklärt ihr, dass er Jim geholfen habe, seine Alkoholprobleme in den Griff zu bekommen. Jim möchte wieder zu ihr zurückkehren. Helen ist bereit, Jim eine erneute Chance zu geben. Dr. Carey hat Jim mitgebracht, der nun wieder mit Helen zusammenkommt.

## Hintergrund
Gedreht wurde der Film in den Universal-Studios in Universal City.
Der Film wurde durch Einblendung von Texten zu Beginn des Filmes als Aufklärungsfilm deklariert. Nach den Texttafeln folgten Dokumentaraufnahmen der menschlichen Geschlechtsorgane, der Menstruation, die Empfängnis, die Entwicklung des Embryos, normale Geburt und Kaiserschnitt sowie der Behandlung und Heilung von Geschlechtskrankheiten.
Das Filmthema war die Hauptursache, dass die Zensurbehörde PCA eine Genehmigung verweigerte. Die Premiere erfolgte nach Geschlechtern getrennt. Bei den Aufführungen waren Dr. Roger Miles, ein anerkannter Experte für Ehehygiene als Berater, sowie mehrere Arzthelferinnen zugegen. Artikel der Los Angeles Times berichteten, dass nur wenige Frauen den Film sahen. Bei der Aufführung für die männlichen Zuschauer bildete sich eine Warteschlange, die einen halben Block weit reichte.

## Veröffentlichung
Die Premiere des Films fand am 24. Mai 1948 in Los Angeles statt. In der Bundesrepublik Deutschland wurde er am 2. Mai 1958 im deutschen Fernsehen ausgestrahlt.

## Kritiken
Das Lexikon des internationalen Films schrieb: „Gut gemeint, aber sehr bieder und vorgestrig.“